# Chief of Staff of the Army

Die Flagge des Chief of Staff of the Army

Der Chief of Staff of the Army (CSA, deutsch etwa Generalstabschef des Heeres) ist der ranghöchste Offizier der United States Army.

## Auftrag
Der CSA ist ein General, der dem Secretary of the Army (Staatssekretär des Heeres) unterstellt ist. Wie die Generalstabschefs der anderen Teilstreitkräfte der Streitkräfte der Vereinigten Staaten hat er keine direkte operative Befehlsgewalt, sondern stellt die Einsatzfähigkeit der ihm unterstellten Streitkräfte sicher. Das direkte Kommando der Truppen übernehmen die Kommandeure der Unified Combatant Commands.
Als Mitglied der Joint Chiefs of Staff (JCS), dem Generalstab der US-Streitkräfte, ist der CSA der Hauptberater des Präsidenten in Fragen, die die Armee betreffen.
Sein Stellvertreter ist der Vice Chief of Staff of the Army. Vor 1903 war der militärische Kopf der US Army der Commanding General of the United States Army.

## Vergleichbare Dienstposten in den anderen Truppengattungen
Entsprechende Posten in den US-Streitkräften sind: Chief of Naval Operations (US Navy), Commandant of the Marine Corps (US Marine Corps), Chief of Staff of the Air Force (US Air Force).

## Liste derChiefs of Staff of the Army
| Nr.     | Name                        | Bild | Beginn der Berufung | Ende der Berufung  |
| ------- | --------------------------- | ---- | ------------------- | ------------------ |
| 41      | Randy A. George             |      | 4. August 2023      | ---                |
| 40      | James C. McConville         |      | 9. August 2019      | 4. August 2023     |
| 39      | Mark A. Milley              |      | 14. August 2015     | 9. August 2019     |
| 38      | Raymond T. Odierno          |      | 7. September 2011   | 14. August 2015    |
| 37      | Martin Dempsey              |      | 11. April 2011      | 7. September 2011  |
| 36      | George W. Casey, Jr.        |      | 10. April 2007      | 11. April 2011     |
| 35      | Peter Schoomaker            |      | 1. August 2003      | 10. April 2007     |
| Interim | John M. Keane               |      | 11. Juni 2003       | 1. August 2003     |
| 34      | Eric K. Shinseki            |      | 21. Juni 1999       | 11. Juni 2003      |
| 33      | Dennis Reimer               |      | 20. Juni 1995       | 21. Juni 1999      |
| 32      | Gordon R. Sullivan          |      | 21. Juni 1991       | 20. Juni 1995      |
| 31      | Carl E. Vuono               |      | 23. Juni 1987       | 21. Juni 1991      |
| 30      | John A. Wickham Jr.         |      | 23. Juli 1983       | 23. Juni 1987      |
| 29      | Edward C. Meyer             |      | 22. Juni 1979       | 21. Juni 1983      |
| 28      | Bernard W. Rogers           |      | 1. Oktober 1976     | 21. Juni 1979      |
| 27      | Frederick C. Weyand         |      | 3. Oktober 1974     | 30. September 1976 |
| 26      | Creighton Abrams            |      | 12. Oktober 1972    | 4. September 1974  |
| Interim | Bruce Palmer, Jr.           |      | 1. Juli 1972        | 11. Oktober 1972   |
| 25      | William Westmoreland        |      | 3. Juli 1968        | 30. Juni 1972      |
| 24      | Harold Keith Johnson        |      | 3. Juli 1964        | 2. Juli 1968       |
| 23      | Earle Wheeler               |      | 1. Oktober 1962     | 2. Juli 1964       |
| 22      | George H. Decker            |      | 1. Oktober 1960     | 30. September 1962 |
| 21      | Lyman Lemnitzer             |      | 1. Juli 1959        | 30. September 1960 |
| 20      | Maxwell D. Taylor           |      | 30. Juni 1955       | 30. Juni 1959      |
| 19      | Matthew Ridgway             |      | 15. August 1953     | 29. Juni 1955      |
| 18      | J. Lawton Collins           |      | 16. August 1949     | 14. August 1953    |
| 17      | Omar N. Bradley             |      | 7. Februar 1948     | 15. August 1949    |
| 16      | Dwight D. Eisenhower        |      | 19. November 1945   | 6. Februar 1948    |
| 15      | George C. Marshall          |      | 1. September 1939   | 18. November 1945  |
| 14      | Malin Craig                 |      | 2. Oktober 1935     | 31. August 1939    |
| 13      | Douglas MacArthur           |      | 21. November 1930   | 1. Oktober 1935    |
| 12      | Charles Pelot Summerall     |      | 21. November 1926   | 20. November 1930  |
| 11      | John L. Hines               |      | 14. September 1924  | 20. November 1926  |
| 10      | John J. Pershing            |      | 1. Juli 1921        | 13. September 1924 |
| 9       | Peyton C. March             |      | 20. Mai 1918        | 30. Juni 1921      |
| 8       | Tasker H. Bliss             |      | 23. September 1917  | 19. Mai 1918       |
| 7       | Hugh L. Scott               |      | 17. November 1914   | 22. September 1917 |
| 6       | William Wallace Wotherspoon |      | 22. April 1914      | 16. November 1914  |
| 5       | Leonard Wood                |      | 22. April 1910      | 21. April 1914     |
| 4       | J. Franklin Bell            |      | 14. April 1906      | 21. April 1910     |
| 3       | John C. Bates               |      | 15. Januar 1906     | 13. April 1906     |
| 2       | Adna Chaffee                |      | 9. Januar 1904      | 14. Januar 1906    |
| 1       | Samuel Baldwin Marks Young  |      | 15. August 1903     | 8. Januar 1904     |